# Eusandalum longistylus
Eusandalum longistylus är en stekelart som beskrevs av Girault 1922. Eusandalum longistylus ingår i släktet Eusandalum och familjen hoppglanssteklar. Inga underarter finns listade i Catalogue of Life.